# Les Autels-Villevillon
Les Autels-Villevillon är en kommun i departementet Eure-et-Loir i regionen Centre-Val de Loire i norra Frankrike. Kommunen ligger i kantonen Authon-du-Perche som tillhör arrondissementet Nogent-le-Rotrou. År 2022 hade Les Autels-Villevillon 110 invånare.

## Befolkningsutveckling
Antalet invånare i kommunen Les Autels-Villevillon
Referens:INSEE